# Équipe d'Arabie saoudite de football à la Coupe du monde 1994
Cet article présente la campagne de l'Équipe d'Arabie saoudite de football lors de la phase finale de la Coupe du monde 1994, organisée aux États-Unis. Le sélectionneur, l'Argentin Jorge Solari, nommé par la fédération saoudienne juste avant la phase finale, poursuit le bon travail effectué par son prédécesseur José Candido, qui a réussi à qualifier les Faucons Verts pour leur toute première phase finale de Coupe du monde.
C'est l'attaquant d'Al-Shabab Riyad, Fuad Amin, qui est le meilleur buteur saoudien lors du tournoi final américain. Il ouvre le score lors de la défaite face aux Pays-Bas lors du premier match de poule et inscrit le deuxième but de sa formation lors du match suivant contre les Marocains. Sami al-Jaber, Fahad al-Ghesheyan et surtout Saeed al-Owairan, auteur d'un but mémorable face aux Belges sont les autres buteurs de la sélection.
Pour leur première participation à la compétition mondiale, l'Arabie saoudite parvient à atteindre les huitièmes de finale, après être sortie deuxième de son groupe, derrière les Pays-Bas et devant la Belgique. Elle chute face à l'équipe de Suède, qui terminera à la troisième place du tournoi. C'est à ce jour le meilleur résultat des Saoudiens en Coupe du monde.

## Qualifications
Les qualifications de la zone Asie se déroulent en deux phases. Les 30 nations inscrites sont réparties en 6 groupes de 5 équipes, qui s'affrontent en matchs aller et retour et où seule la meilleure équipe se qualifie pour la deuxième phase. Ensuite, les 6 nations en lice se retrouvent au sein d'une poule unique et s'affrontent une seule fois, lors de rencontres disputées à Doha, au Qatar. Les deux meilleures sélections obtiennent leur billet pour la Coupe du monde.

### Première phase
À la suite du forfait du Népal, le groupe E ne compte plus que quatre équipes : l'Arabie saoudite, le Koweït, la Malaisie et Macao. Les matchs aller ont lieu à Kuala Lumpur, les matchs retour à Riyad. À l'occasion de la rencontre retour face à Macao, les Saoudiens obtiennent la plus large victoire de l'histoire de la sélection, s'imposant sur le score de huit buts à zéro.
| Rang | Équipe          | Pts | J       | G | N | P | Bp | Bc | Diff |  | Résultats (▼ dom., ► ext.) |     |      |     |     |
| ---- | --------------- | --- | ------- | - | - | - | -- | -- | ---- |  | -------------------------- | --- | ---- | --- | --- |
| 1    | Arabie saoudite | 10  | 6       | 4 | 2 | 0 | 20 | 1  | +19  |  | Arabie saoudite            |     | 2-0  | 3-0 | 8-0 |
| 2    | Koweït          | 8   | 6       | 3 | 2 | 1 | 21 | 4  | +17  |  | Koweït                     | 0-0 |      | 2-0 | 8-0 |
| 3    | Malaisie        | 6   | 6       | 2 | 2 | 2 | 16 | 7  | +9   |  | Malaisie                   | 1-1 | 1-1  |     | 9-0 |
| 4    | Macao           | 0   | 6       | 0 | 0 | 6 | 1  | 46 | -45  |  | Macao                      | 0-6 | 1-10 | 0-5 |     |
| -    | Népal           |     | forfait |   |   |   |    |    |      |  |                            |     |      |     |     |

### Deuxième phase
Les six vainqueurs de poule se retrouvent à Doha au Qatar, où les matchs ont lieu du 15 au 28 octobre 1993. Un événement a lieu durant la campagne de qualification puisque le sélectionneur brésilien José Candido est limogé par les dirigeants de la fédération avant le dernier match face à l'Iran. C'est son adjoint, le Saoudien Mohammed al-Kharashy, qui assure l'intérim pour la dernière rencontre, remportée 4 buts à 3 face aux Iraniens.
| Rang | Équipe          | Pts | J | G | N | P | Bp | Bc | Diff |  | Résultats (▼ dom., ► ext.) |  |     |     |     |     |     |
| ---- | --------------- | --- | - | - | - | - | -- | -- | ---- |  | -------------------------- |  | --- | --- | --- | --- | --- |
| 1    | Arabie saoudite | 7   | 5 | 2 | 3 | 0 | 8  | 6  | +2   |  | Arabie saoudite            |  | 1-1 | 0-0 | 1-1 | 4-3 | 2-1 |
| 2    | Corée du Sud    | 6   | 5 | 2 | 2 | 1 | 9  | 4  | +5   |  | Corée du Sud               |  |     | 0-1 | 2-2 | 3-0 | 3-0 |
| 3    | Japon           | 6   | 5 | 2 | 2 | 1 | 7  | 4  | +3   |  | Japon                      |  |     |     | 2-2 | 1-2 | 3-0 |
| 4    | Irak            | 5   | 5 | 1 | 3 | 1 | 9  | 9  | 0    |  | Irak                       |  |     |     |     | 2-1 | 2-3 |
| 5    | Iran            | 4   | 5 | 2 | 0 | 3 | 8  | 11 | -3   |  | Iran                       |  |     |     |     |     | 2-1 |
| 6    | Corée du Nord   | 2   | 5 | 1 | 0 | 4 | 5  | 12 | -7   |  | Corée du Nord              |  |     |     |     |     |     |

## Préparation
Afin de préparer au mieux ses hommes pour le tournoi final, la fédération organise toute une série de matchs amicaux face à des équipes nationales de plusieurs continents (Amérique du Sud, Europe et Amérique centrale).
| 27 mars 1994 | Arabie saoudite | 0 - 2 | Chili                          | Stade international du Roi-Fahd, Riyad                 |                                                        |
|              |                 |       | Tudor 17e (pen.) · Alvarez 84e | Spectateurs : 12 000 Arbitrage : Abdul Aziz Al-Dokhail | Spectateurs : 12 000 Arbitrage : Abdul Aziz Al-Dokhail |
|              | (Rapport)       |       |                                | Spectateurs : 12 000 Arbitrage : Abdul Aziz Al-Dokhail | Spectateurs : 12 000 Arbitrage : Abdul Aziz Al-Dokhail |

| 30 mars 1994 | Arabie saoudite                 | 2 - 2 | Chili                                | Stade international du Roi-Fahd, Riyad |                      |
|              | al-Jaber 65e · al-Ghesheyan 87e |       | Lepe 26e (pen.) · al-Gorni 48e (csc) | Spectateurs : 20 000                   | Spectateurs : 20 000 |
|              | (Rapport)                       |       |                                      | Spectateurs : 20 000                   | Spectateurs : 20 000 |

| 13 avril 1994 | Pologne         | 1 - 0 | Arabie saoudite | Stade Pierre-de-Coubertin, Cannes              |                                                |
|               | Wieszczycki 86e |       |                 | Spectateurs : 200 Arbitrage : Gilles Veissière | Spectateurs : 200 Arbitrage : Gilles Veissière |
|               | (Rapport)       |       |                 | Spectateurs : 200 Arbitrage : Gilles Veissière | Spectateurs : 200 Arbitrage : Gilles Veissière |

| 20 avril 1994 | Arabie saoudite                  | 2 - 0 | Islande | Stade Mayol, Toulon                          |                                              |
|               | al-Owairan 16e · al-Mehallel 25e |       |         | Spectateurs : 500 Arbitrage : Philippe Leduc | Spectateurs : 500 Arbitrage : Philippe Leduc |
|               | (Rapport)                        |       |         | Spectateurs : 500 Arbitrage : Philippe Leduc | Spectateurs : 500 Arbitrage : Philippe Leduc |

| 27 avril 1994 | Grèce                                                          | 5 - 1 | Arabie saoudite | Stade olympique, Athènes        |                                 |
|               | Machlas 10e, 45e · Alexoúdis 47e · Kostis 74e · Toutziaris 90e |       | al-Jaber 59e    | Arbitrage : Gheorghe Constantin | Arbitrage : Gheorghe Constantin |
|               | (Rapport)                                                      |       |                 | Arbitrage : Gheorghe Constantin | Arbitrage : Gheorghe Constantin |

| 4 mai 1994 | Bolivie     | 1 - 0 | Arabie saoudite | Stade Pierre-de-Coubertin, Cannes         |                                           |
|            | Sánchez 77e |       |                 | Spectateurs : 700 Arbitrage : Rémi Harrel | Spectateurs : 700 Arbitrage : Rémi Harrel |
|            | (Rapport)   |       |                 | Spectateurs : 700 Arbitrage : Rémi Harrel | Spectateurs : 700 Arbitrage : Rémi Harrel |

| 25 mai 1994 | États-Unis | 0 - 0 | Arabie saoudite | Yurcak Field, Piscataway                           |
|             |            |       |                 | Spectateurs : 5 576 Arbitrage : Juan Ramirez Suázo |
|             | (Rapport)  |       |                 |                                                    |

| 4 juin 1994 | Arabie saoudite                             | 3 - 2 | Trinité-et-Tobago | Pomona                                        |                                               |
|             | Abdullah 9e · al-Owairan 20e · al-Bishi 29e |       | Eve 43e, 78e      | Spectateurs : 1 000 Arbitrage : Jack d'Aquila | Spectateurs : 1 000 Arbitrage : Jack d'Aquila |
|             | (Rapport)                                   |       |                   | Spectateurs : 1 000 Arbitrage : Jack d'Aquila | Spectateurs : 1 000 Arbitrage : Jack d'Aquila |

## Coupe du monde 1994

### Effectif
Voici la liste des 22 joueurs sélectionnés par Jorge Solari pour la phase finale de la Coupe du monde 1994 aux États-Unis :

### Premier tour
| Classement final |                 |     |   |   |   |   |    |    |      |
|                  | Équipe          | Pts | J | G | N | P | BP | BC | Diff |
| 1                | Pays-Bas        | 6   | 3 | 2 | 0 | 1 | 4  | 3  | +1   |
| 2                | Arabie saoudite | 6   | 3 | 2 | 0 | 1 | 4  | 3  | +1   |
| 3                | Belgique        | 6   | 3 | 2 | 0 | 1 | 2  | 1  | +1   |
| 4                | Maroc           | 0   | 3 | 0 | 0 | 3 | 2  | 5  | -3   |

| 19 juin | Belgique        | 1 | 0 | Maroc           |
| 20 juin | Pays-Bas        | 2 | 1 | Arabie saoudite |
| 25 juin | Arabie saoudite | 2 | 1 | Maroc           |
| 25 juin | Belgique        | 1 | 0 | Pays-Bas        |
| 29 juin | Arabie saoudite | 1 | 0 | Belgique        |
| 29 juin | Pays-Bas        | 2 | 1 | Maroc           |

Les Pays-Bas devancent l'Arabie saoudite grâce à leur victoire dans le match qui les a opposés.
La Belgique se classe troisième en raison de sa moins bonne attaque.
| 20 juin 1994                      | Pays-Bas               | 2 - 1 | Arabie saoudite | RFK Stadium, Washington                           |                                                   |
| 19:35 · Historique des rencontres | Jonk 50e · Taument 86e |       | Amin 18e        | Spectateurs : 50 535 Arbitrage : Manuel Díaz Vega | Spectateurs : 50 535 Arbitrage : Manuel Díaz Vega |
| 19:35 · Historique des rencontres | (Rapport)              |       |                 | Spectateurs : 50 535 Arbitrage : Manuel Díaz Vega | Spectateurs : 50 535 Arbitrage : Manuel Díaz Vega |

| 25 juin 1994                      | Arabie saoudite              | 2 - 1 | Maroc       | Giants Stadium, East Rutherford             |                                             |
| 12:35 · Historique des rencontres | al-Jaber 7e (pen) · Amin 45e |       | Chaouch 28e | Spectateurs : 76 322 Arbitrage : Philip Don | Spectateurs : 76 322 Arbitrage : Philip Don |
| 12:35 · Historique des rencontres | (Rapport)                    |       |             | Spectateurs : 76 322 Arbitrage : Philip Don | Spectateurs : 76 322 Arbitrage : Philip Don |

| 29 juin 1994                      | Belgique  | 0 - 1 | Arabie saoudite | RFK Stadium, Washington                       |                                               |
| 12:35 · Historique des rencontres |           |       | al-Owairan 5e   | Spectateurs : 52 959 Arbitrage : Hellmut Krug | Spectateurs : 52 959 Arbitrage : Hellmut Krug |
| 12:35 · Historique des rencontres | (Rapport) |       |                 | Spectateurs : 52 959 Arbitrage : Hellmut Krug | Spectateurs : 52 959 Arbitrage : Hellmut Krug |

### Huitième de finale
| 3 juillet 1994 | Arabie saoudite  | 1 - 3 | Suède                             | Cotton Bowl, Dallas                               |                                                   |
| 12:05          | al-Ghesheyan 85e |       | Dahlin 6e · K. Andersson 51e, 88e | Spectateurs : 60 277 Arbitrage : Renato Marsiglia | Spectateurs : 60 277 Arbitrage : Renato Marsiglia |
| 12:05          | (Rapport)        |       |                                   | Spectateurs : 60 277 Arbitrage : Renato Marsiglia | Spectateurs : 60 277 Arbitrage : Renato Marsiglia |